# Günther Anders

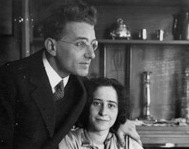
Günther Anders & Hannah Arendt (1929)

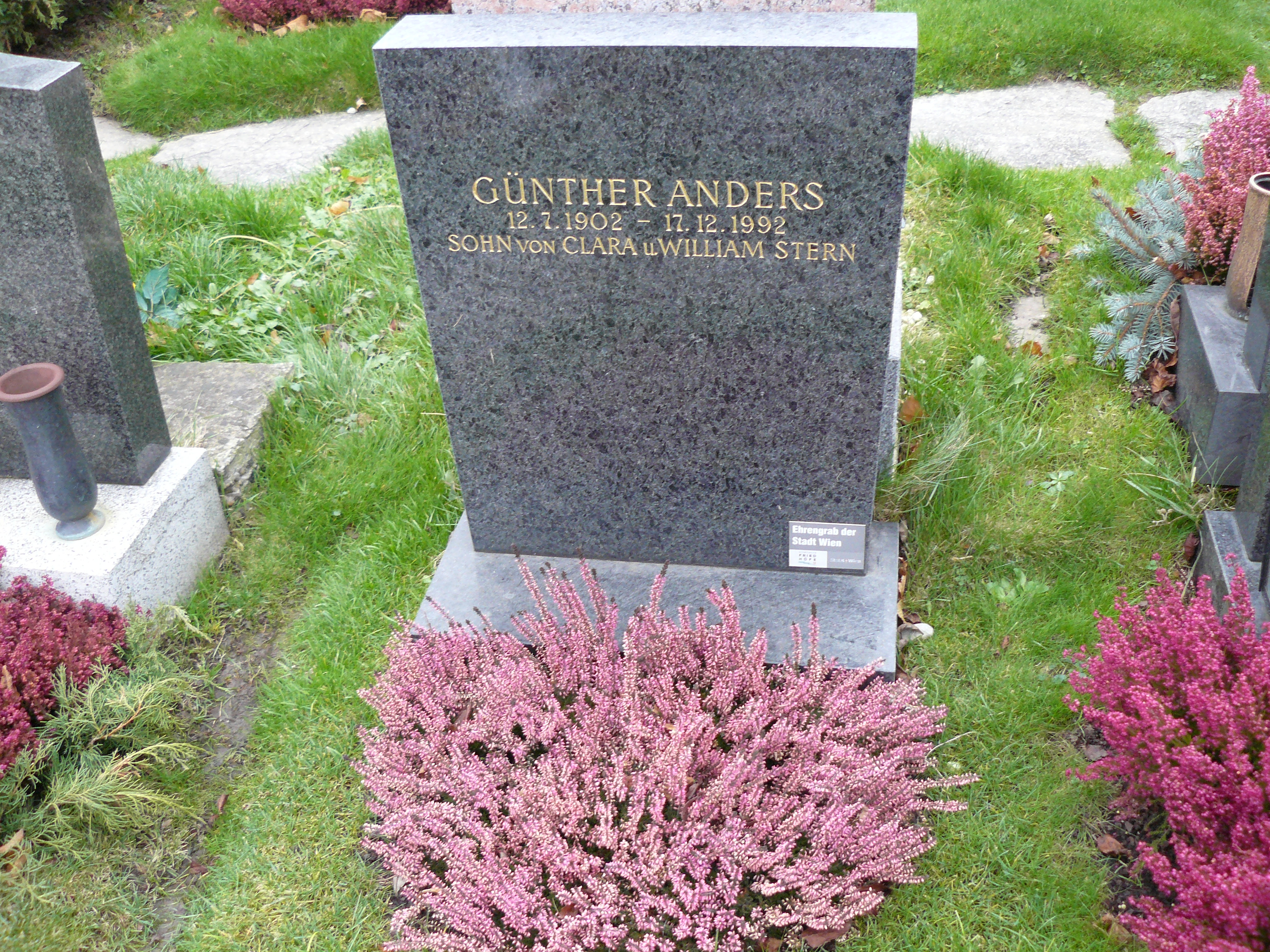
Grób Günthera Andersa w Wiedniu

Günther Anders (urodzony jako Günther Siegmund Stern) (ur. 12 lipca 1902 we Wrocławiu, zm. 17 grudnia 1992 w Wiedniu) – niemiecki filozof żydowskiego pochodzenia, pierwszy mąż Hannah Arendt. Jego rodzicami byli psycholodzy William Stern i Clara Stern.